# Friedrich Albert Zorn
Friedrich Albert Zorn (1820 -  1905) foi um bailarino, coreógrafo e teórico da dança alemão.
Conhece-se pouco da sua vida além de que fez estudos de dança em Königsberg e em Leipzig, e que foi professor em Odessa em 1846.
Pouco se sabe sobre a formação de Zorn em Dresden e Leipzig e o seu percurso profissional através de Hanôver e Hamburgo até Christiania e via Paris até Odessa. Aos 16 anos veio para Odessa, onde foi professor no Ginásio Imperial Russo Richelieu de fevereiro de 1840 a 1887.
Em 1887 publicou em Leipzig Grammatik der Tanzkunst, uma voluminosa obra sobre a arte da dança, na qual descreve um sistema de notação de dança inspirado no de Arthur Saint-Léon. As teorias de Zorn, fruto de muitos anos de pesquisa e de discussões com Paul Taglioni e Saint-Léon, foram retomadas por vários discípulos alemães, sendo a sua obra traduzida para o inglês em 1905 com o titulo de Grammar of the Art of Dancing. Ambas as obras conheceram várias reedições e reimpressões.
Zorn descreve nomeadamente a gavota de Vestris, bem como a cachucha que Fanny Elssler bailara em 1836 em O Demônio coxo de Jean Coralli.

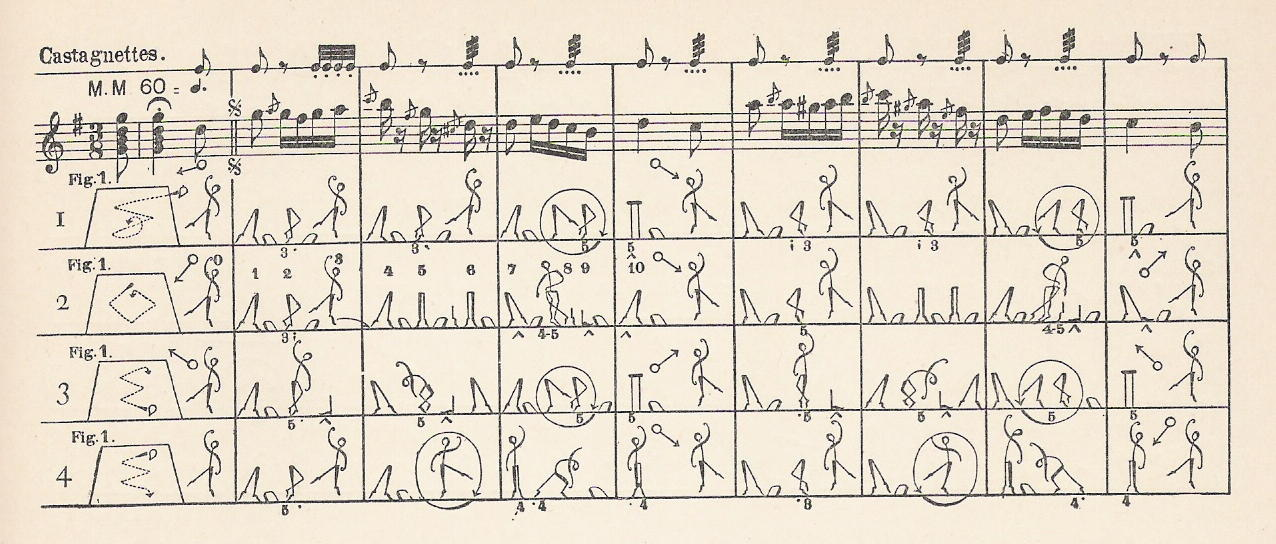
Friedrich Albert Zorn, La Cachucha.